# دوروثيا إركسليبين
دوروثيا كريستيان إركسليبين، (بالألمانية: Dorothea Christiane Erxleben)‏ واسم عائلتها قبل الزواج ليبورين (ولدت في كفيدلينبورغ في 13 نوڤمبر1715 وتوفيت بنفس المدينة في 13 يونية 1762) كانت أول امرأة في ألمانيا تمتهن الطب وأول امرأة في العالم تحصل على ترخيص من هيئة طبية منتظمة لمزاولة مهنة الطب .

## الحياة المهنية
تولى والد إركسليبين تعليمها الطب في سنٍ مبكرةٍ، ثم جاء حصول العالمة الإيطالية لورا باسي على درجة الأستاذية ليكون باعثاً لها للكفاح من أجل حقها في ممارسة الطب.نشرت منشوراً عام 1742 تطالب فيه بحق المرأة في الالتحاق بالجامعة، حصلت إركسليبين على درجة الدكتوراه في الطب  من جامعة هاله عام 1754  عقب قبولها للدراسة في منحة فريدريش العظيم، لتصبح بذلك أولَ ألمانية تحصل على تلك الدرجة. وواصلت تحليلها لمعوقات الدراسة بالنسبة للمرأة كأعمال المنزل ورعاية الأطفال.

## حياتها
هي والدة يوهان كريستيان بوليكاربوس إريكسليبين. درست إركسليبن وشقيقها كريستيان بوليكاربوس ليبورين العلوم الأساسية واللاتينية والطب على يدِ والدهما كريستيان بوليكاربوس ليبورين الذي كان طبيباً بمدينة كفيدلينبورغ ببروسيا. عالجت الفقراء كَمِرانٍ. كان صادماً وقتئذٍ أن تدرس امرأة الطب، كانت الذريعة أنه بما أن القانون لا يسمح للمرأة بأن تتقلد المناصب العامة فبالتالي لا يجوز لها ممارسة الطب أو الحصول على شهادةٍ فيه. اتهمها ثلاثة أطباء من مدينة كفيدلينبورغ بالشعوذة والدجل وطالبو بإخضاعها للامتحان. قرر رئيس جامعة هاله أن ممارسة الطب ليست كتولى الوظائف العامة وسمح لإريكسليبين بإجراء امتحانها. أدت إريكسليبين امتحاناتها وحصلت على شهادتها في 12 يونية 1754.

## كتاباتها
درست إركسليبين النظرية الطبية لجورج شتال التي كانت ذات صلةٍ بالتقوية، فدفعها ذلك إلى التصدى للقاعدة اللاهوتية والفلسفية لسبب وضع المرأة موضع التبعية للرجل.  توقعت إركسليبين النقد من الرجال والنساء فوجهت خطابها لكلا الجنسين. استخدمت لغة التواضع وهي طريقة شائعة تستخدمها النساء في مسألة المرأة أثناء مخاطبة القراء الذكور. وجهت اهتمامها ونقدها بالأخص للأعذار التي تحتج بها النساء للابتعاد عن التعليم وتطوير حياتهن. وبرغم إقرارها بأن بعض النساء مشغولات بأعمال بدنية ضرورية كرعاية الأسرة ولا يمتلكن الوقت الكافى لتعليم أنفسهن إلا أنها انتقدت عدم وجود دافع التعليم لديهن.

## شهرتها
احتفلت جوجل في 13 نوڤمبر عام 2015 مع جوجل دوودل بعيد ميلادها الثلاثمائة.

## الأعمال الأدبية
- إركسليبين، دراسة شاملة عن الأعمال التي تعوق تعليم المرأة.